# Alfonso XIII của Tây Ban Nha
Alfonso XIII (Alfonso León Fernando María Jaime Isidro Pascual Antonio de Borbón y Habsburgo-Lorena, 17 tháng 5 năm 1886 - 28 tháng 2 năm 1941) là vua của Tây Ban Nha từ lúc sinh ra năm 1886 cho đến khi tuyên bố Đệ nhị cộng hòa Tây Ban Nha năm 1931. Cha của ông, vua Alfonso XII của Tây Ban Nha, đã băng hà năm trước khi Alfonso XIII sinh ra. Mẹ của Alfonso, Maria Christina Henriette của Áo, đã làm nhiếp chính vương cho đến khi ông ta nắm quyền đầy đủ vào ngày sinh nhật mười sáu của mình vào năm 1902.
Trong triều đại của Alfonso, Tây Ban Nha đã trải qua bốn vấn đề lớn có thể chấm dứt với chế độ quân chủ tự do: sự thiếu đại diện chính trị của các nhóm xã hội rộng lớn, tình hình nghèo nàn của các tầng lớp phổ biến, đặc biệt là nông dân, các vấn đề nảy sinh từ cuộc Chiến tranh Rif và chủ nghĩa dân tộc Catalunya. Sự bất ổn về chính trị và xã hội bắt đầu với cuộc chiến tranh Tây Ban Nha-Mỹ đã ngăn cản các đảng quay vòng quay trở lại thành lập một nền dân chủ tự do thực sự, dẫn đến việc thành lập chế độ độc tài của Primo de Rivera. Với sự thất bại chính trị của chế độ độc tài, Alfonso đã đẩy trở lại chế độ dân chủ với ý định tái tạo chế độ. Tuy nhiên, nó đã bị bỏ lại bởi tất cả các lớp học chính trị, vì họ cảm thấy phản bội bởi sự ủng hộ của nhà vua đối với chế độ độc tài của Primo de Rivera.